# Crocidura crenata
Crocidura crenata är en däggdjursart som beskrevs av Brosset, Dubost och Heim de Balsac 1965. Crocidura crenata ingår i släktet Crocidura och familjen näbbmöss. IUCN kategoriserar arten globalt som livskraftig. Inga underarter finns listade i Catalogue of Life.
Denna näbbmus förekommer i södra Kamerun, sydvästra Centralafrikanska republiken, norra Kongo-Brazzaville, norra Gabon och i Ekvatorialguinea. Arten lever i låglandet och i kulliga regioner upp till 700 meter över havet. Habitatet utgörs av skogar.
Individerna når en kroppslängd (huvud och bål) av 62 till 79 mm, en svanslängd av 72 till 91 mm och en vikt av 7,8 till 9,1 g. De har 15 till 16 mm långa bakfötter och 7 till 11 mm långa öron. Den korta och täta pälsen är på ovansidan rödbrun. Svansen har en mörkbrun ovansida och en lite ljusare undersida. Händer och fötter är täckta av nästan osynliga tunna hår. Artens öron är inte gömda i pälsen och mörka.
På grund av de stora bakfötterna antas att Crocidura crenata har bra förmåga att hoppa. Den långa svansen kan hjälpa vid klättring i växtligheten.